# Afurcagobius suppositus
Afurcagobius suppositus é uma espécie de peixe da família Gobiidae e da ordem Perciformes.

## Morfologia
- Os machos podem atingir 11 cm de comprimento total.[4][5]

## Predadores
Sofre predação por Platycephalus speculator, Phalacrocorax melanoleucos, Phalacrocorax sulcirostris e Phalacrocorax varius.

## Habitat
É um peixe de clima temperado e bentopelágico.

## Distribuição geográfica
É um endemismo de Austrália.

## Observações
É inofensivo para os humanos.